# Ајиево
Ајиево или Јахали (грч. Ακροπόταμος, Акропотамос) је насељено место у општини Илиџијево у периферији Средишња Македонија, Грчка. Према попису из 2021. године било је 453 становника.
Српски географ Боривоје Милојевић, 1920. године наводи да је у Ајиеву било 15 кућа Словена хришћана и 5 кућа Турака. Током Другог балканског рата грчка војска је уништила село и његово становништво је протерано. Неколико година касније село је обновљено досељавањем неколико грчких породица, укупно 50 особа. После 1922. године насељено су и друге грчке породице, тако је Ајиево на попису из 1928. године имало 438 становника.